# ثرن
ثرن (به انگلیسی: Thurne) یک روستا و محله مدنی در بریتانیا است که در Great Yarmouth واقع شده‌است. ثرن ۲٫۶۹ کیلومتر مربع مساحت و ۲۱۲ نفر جمعیت دارد.